# CW 복합체
호모토피 이론에서 CW 복합체(CW復合體, 영어: CW-complex)는 일련의 세포(細胞, 영어: cell)들을 이어붙여 구성할 수 있는 위상 공간이다.:Chapter 0, Appendix A 단체 복합체의 개념보다 더 자유롭고, 단체 집합의 개념보다 더 구체적이지만, 그 범주 속에서 호모토피 이론을 용이하게 전개할 수 있으며, 단체 호몰로지와 마찬가지로 CW 복합체 구조로부터 직접 그 호몰로지와 코호몰로지를 계산할 수 있다. 이 계산법을 세포 호몰로지(細胞homology, 영어: cellular homology) 및 세포 코호몰로지(細胞cohomology, 영어: cellular cohomology)라고 한다.

## 정의

### 직접적 정의
하우스도르프 공간 {\displaystyle X} 위의 CW 복합체는 다음과 같은 데이터로 주어진다.:521, Proposition A.2
- 각 {\displaystyle n\in \mathbb {N} }에 대하여, 연속 함수 {\displaystyle \mathbb {D} ^{n}\to X}들의 집합 {\displaystyle \Phi _{n}}. {\displaystyle \Phi _{n}}의 원소를 {\displaystyle n}차원 세포(영어: cell)라고 한다.

이들은 다음 네 조건들을 만족시켜야 한다.
- 각 {\displaystyle n}차원 세포 {\displaystyle \phi \in \Phi _{n}}에 대하여, {\displaystyle \phi |_{\operatorname {int} \mathbb {D} ^{n}}}은 그 치역과의 위상 동형이다.
- 각 {\displaystyle x\in X}에 대하여, {\displaystyle x\in \phi (\operatorname {int} \mathbb {D} ^{n})}인 유일한 {\displaystyle (n\in \mathbb {N} ,\phi \in \Phi _{n})}이 존재한다.
- (C) 각 {\displaystyle n}차원 세포 {\displaystyle \phi \in \Phi _{n}}에 대하여, 그 경계 {\displaystyle \partial (\Phi _{n})}은 {\displaystyle n} 미만 차원의 유한 개의 세포들의 내부와 교차한다.
- (W) {\displaystyle X}의 부분 집합 {\displaystyle C\subseteq X}이 닫힌집합일 필요 충분 조건은 모든 {\displaystyle n\in \mathbb {N} } 및 {\displaystyle \phi \in \Phi _{n}}에 대하여 {\displaystyle \phi ^{-1}(C)\subseteq \mathbb {D} ^{n}}가 닫힌집합인 것이다.

위 정의에서 {\displaystyle \operatorname {int} \mathbb {D} ^{n}=\mathbb {D} ^{n}\setminus \partial \mathbb {D} ^{n}}은 {\displaystyle n}차원 닫힌 공의 내부, 즉 {\displaystyle n}차원 열린 공이다.
CW 복합체 {\displaystyle (X,(\Phi _{n})_{n\in \mathbb {N} })}의 부분 CW 복합체(영어: CW subcomplex)는 다음 조건을 만족시키는 부분 공간 {\displaystyle A\subseteq X}이다.:520
- {\displaystyle A}는 {\displaystyle X}에 속하는 세포들로 구성된다.
- {\displaystyle A}에 속하는 세포의 폐포는 항상 다시 {\displaystyle A}에 속한다.

CW 복합체의 임의의 열린 세포는 항상 어떤 유한 차원 부분 복합체에 포함된다. 그리고 CW 복합체의 콤팩트 부분공간은 항상 어떤 유한 개의 열린 세포에 포함되므로, CW 복합체의 임의의 콤팩트 부분 공간은 항상 어떤 유한 차원 부분 복합체에 포함된다.

### 귀납적 정의
CW 복합체의 개념은 다음과 같이 귀납적으로 정의될 수도 있다.:519
{\displaystyle n}차원 뼈대(영어: skeleton)는 다음과 같이 정의될 수 있는 위상 공간이다.
1. −1차원 뼈대는 공집합이다.
2. {\displaystyle n-1}차원 뼈대가 주어졌을 때, {\displaystyle n}차원 뼈대를 구성하기 위하여, 임의의 기수 {\displaystyle \kappa _{n}} 및 연속 함수 {\displaystyle \phi _{n}\colon (\mathbb {S} ^{n-1})^{\sqcup \kappa _{n}}\to X}에 대하여, 붙임 공간 {\displaystyle X_{n}=X_{n-1}\cup _{\phi _{n}}(\mathbb {D} ^{n}){\sqcup \kappa _{n}}}을 취한다.

위 정의에서, {\displaystyle \mathbb {S} ^{n}}은 {\displaystyle n}차원 초구이며 {\displaystyle \mathbb {D} ^{n}\supsetneq \mathbb {S} ^{n-1}}은 {\displaystyle n}차원 닫힌 공이다. 특히 {\displaystyle \mathbb {S} ^{-1}=\varnothing }이며 {\displaystyle \mathbb {D} ^{0}=\{\bullet \}}이다 (한원소 공간).
{\displaystyle n}차원 뼈대 {\displaystyle X_{n}}이 주어졌다면, 낮은 차원의 뼈대에 대한 포함 사상
{\displaystyle X_{0}\hookrightarrow X_{1}\hookrightarrow X_{2}\hookrightarrow \cdots }
이 존재한다. CW 복합체는 유한 차원 뼈대들의 귀납적 극한이다. 즉, 뼈대들의 포함 관계
{\displaystyle X_{0}\hookrightarrow X_{1}\hookrightarrow \cdots }
의 귀납적 극한
{\displaystyle X_{\infty }=\varinjlim _{n\to \infty }X_{n}}
이다.
이 귀납적 정의에서, 직접적 정의의 C 조건은 자동적으로 성립한다. 이는 세포의 폐포가 콤팩트 공간이기 때문에, 무한 개의 세포들을 포함할 수 없기 때문이다. W 조건은 귀납적 극한의 정의에 포함돼 있다.

### 추상적 정의
다음이 주어졌다고 하자.
- 쌍대 완비 범주 {\displaystyle {\mathcal {C}}}
- {\displaystyle {\mathcal {C}}} 속의 사상들의 집합 {\displaystyle {\mathfrak {M}}\subseteq \operatorname {Mor} ({\mathcal {C}})}
- {\displaystyle {\mathcal {C}}} 속의 대상 {\displaystyle X_{0}}

그렇다면, {\displaystyle {\mathcal {C}}} 속의, {\displaystyle X_{0}} 위의 세포 복합체(細胞複合體, 영어: cell complex)는 다음과 같은 데이터로 주어진다.
- 순서수 {\displaystyle \eta \in \operatorname {Ord} }
- 각 순서수 {\displaystyle \alpha <\eta }에 대하여, 사상 {\displaystyle \iota _{\alpha }\colon S_{\alpha }\to D_{\alpha }}. 또한, {\displaystyle \iota _{\alpha }\in {\mathfrak {M}}}이다. 이를 {\displaystyle \alpha }번째 세포(-細胞, 영어: {\displaystyle \alpha }th cell)라고 하자.
- 각 순서수 {\displaystyle \alpha <\eta }에 대하여, 사상 {\displaystyle \phi _{\alpha }\colon S_{\alpha }\to X_{\alpha }}. 이를 접착 사상(接着寫像, 영어: gluing morphism)이라고 하자.

위 정의에서, {\displaystyle X_{\alpha }}는 모든 {\displaystyle \alpha \leq \eta }에 대하여 초한 귀납법에 따라 다음과 같이 정의된다.
- 만약 {\displaystyle \alpha =\beta +1}가 극한 순서수가 아닐 때, {\displaystyle X_{\beta +1}}는 극한 순서수가 아닌 {\displaystyle \alpha }에 대하여 정의되며, 다음과 같은 밂에 등장하는 사상이다.
{\displaystyle {\begin{matrix}S_{\beta }&{\overset {\iota _{\beta }}{\to }}&D_{\beta }\\{\scriptstyle \phi _{\beta }}\downarrow {\color {White}\scriptstyle \phi _{\beta }}&&\downarrow \\X_{\beta }&{\underset {f_{\beta +1}}{\to }}&X_{\beta +1}\end{matrix}}}
- 만약 {\displaystyle \alpha }가 극한 순서수라면, {\displaystyle X_{\alpha }}는 다음과 같은 ({\displaystyle (f_{\beta })_{\beta <\alpha }}들에 대한) 귀납적 극한(즉, 쌍대극한)이다.
{\displaystyle X_{\alpha }=\varinjlim _{\beta <\alpha }X_{\beta }}

특히, 0은 극한 순서수이며, {\displaystyle X_{0}}는 빈 그림의 쌍대극한이므로 {\displaystyle {\mathcal {C}}}의 시작 대상이다.
이와 같은 열의 끝에서, 대상 {\displaystyle X_{\eta }}를 얻는다. 이는 시작 대상 {\displaystyle X_{0}} 위에 {\displaystyle D_{\alpha }}들을 “경계” {\displaystyle S_{\alpha }}를 통해 {\displaystyle \eta }번 “붙여서” 얻는 것으로 여길 수 있다.
이제, 위상 공간의 범주 {\displaystyle \operatorname {Top} }에서,
{\displaystyle \eta =\omega }
{\displaystyle \iota _{n}\colon (\mathbb {S} ^{n-1})^{\sqcup \kappa _{n}}\to (\mathbb {D} ^{n})^{\sqcup \kappa _{n}}}
가 되는 상대 세포 복합체를 CW 복합체라고 한다. 여기서
- {\displaystyle (\kappa _{n})_{n<\omega }}는 임의의 (0 또는 유한 또는 무한) 기수들의 수열이다.
- {\displaystyle \phi _{n}\colon (\mathbb {D} ^{n})^{\sqcup \kappa _{n}}\to X_{n}}은 임의의 연속 함수이다.
- {\displaystyle \mathbb {S} ^{-1}=\varnothing }이며 {\displaystyle \mathbb {D} ^{0}=\{\bullet \}}(한원소 공간)이다.

(이 정의는 위의 정의들과 차수가 1만큼 다르다. 즉, 이 정의에서 {\displaystyle X_{0}=\varnothing }이며, {\displaystyle X_{1}}은 이산 공간이며, {\displaystyle X_{n}}은 {\displaystyle n-1}차원까지의 세포들로 구성된다.)

## 연산
CW 복합체들의 모임은 다음과 같은 연산에 대하여 닫혀 있다.
- 두 CW 복합체의 콤팩트 생성 공간으로서의 곱은 CW 복합체이다. 집합으로서 이는 항상 곱집합이지만 그 위의 위상은 곱위상보다 더 섬세할 수 있다. 구체적으로, 곱공간이 비가산 개의 세포를 포함하고 또 원래의 두 CW 복합체가 모두 국소 콤팩트 공간이 아닐 경우 이는 곱위상보다 더 섬세한 위상을 갖는다.
- CW 복합체의 피복 공간은 CW 복합체이다.
- 만약 {\displaystyle X}와 {\displaystyle Y}가 CW 복합체이며, {\displaystyle X}가 유한 개의 세포로 구성되었다면, 콤팩트-열린집합 위상을 부여한 함수 공간 {\displaystyle \hom(X,Y)}는 CW 복합체와 호모토피 동치이다.[3]

## 성질

### 일반위상수학적 성질
모든 CW 복합체는 다음 성질을 만족시킨다.
- 하우스도르프 공간이며 정규 공간이다.[2]:522, Proposition A.3
- 국소 축약 가능 공간이다.[2]:522, Proposition A.4
- 파라콤팩트 공간이다.
- 콤팩트 생성 공간이다.[2]:523

유한 개의 세포들로 구성된 CW 복합체는 콤팩트 공간이다.
CW 복합체에서, 모든 세포의 폐포는 오직 유한 개의 세포들과 공집합이 아닌 교집합을 갖는다. 즉, {\displaystyle X}의 세포로의 분할이 {\displaystyle \{e_{\alpha }\}_{\alpha \in I}}라면,
{\displaystyle \forall \alpha \colon |\{\beta \in I\colon e_{\beta }\cap \operatorname {cl} (e_{\alpha })\neq \varnothing \}|<\aleph _{0}}
이다.

### 호모토피 이론적 성질

#### 세포 호몰로지
단체 복합체에 대하여 단체 호몰로지를 정의할 수 있는 것처럼, CW 복합체에 대하여 그 CW 구조를 사용하여 세포 호몰로지(細胞homology, 영어: cellular homology)라는 호몰로지 이론을 정의할 수 있다. CW 복합체에 대하여 이는 특이 호몰로지와 일치한다.
CW 복합체 {\displaystyle X}의 {\displaystyle n}차원 뼈대가 {\displaystyle X_{n}}이라고 하자.
{\displaystyle \varnothing =X_{-1}\subseteq X_{0}\subseteq X_{1}\subseteq X_{2}\subseteq \cdots \subseteq X_{\infty }=X}
임의의 {\displaystyle n}에 대하여, 상대 호몰로지
{\displaystyle \operatorname {H} _{n}(X_{n},X_{n-1})}
는 자유 아벨 군이며, 그 생성원들은 {\displaystyle X}의 {\displaystyle n}차원 세포 {\displaystyle \{e_{\alpha }^{n}\}_{\alpha \in I_{n}}}들과 표준적으로 대응한다.
그렇다면, 다음과 같은 사슬 복합체를 생각하자.
{\displaystyle C_{n}=\operatorname {H} _{n}(X_{n},X_{n-1})}
{\displaystyle \partial _{n}\colon C_{n}\to C_{n-1}}
{\displaystyle \partial _{n}\colon e_{\alpha }^{n}\mapsto \sum _{\beta }(\deg \chi _{n}^{\alpha \beta })e_{\beta }^{n-1}}
여기서 {\displaystyle \deg }는 브라우어르 차수이며, {\displaystyle \chi _{n}^{\alpha \beta }}는 다음과 같다.
{\displaystyle \chi _{n}^{\alpha \beta }\colon \partial e_{\alpha }^{n}\hookrightarrow X_{n-1}\twoheadrightarrow X_{n-1}/(X_{n-1}\setminus e_{\beta }^{n-1})}
이 경우 {\displaystyle \partial e_{\alpha }^{n}\cong \mathbb {S} ^{n-1}\cong X_{n-1}/(X_{n-1}\setminus e_{\beta }^{n-1})}이므로, 브라우어르 차수가 잘 정의된다.
이 CW 복합체에 대하여 취한 호몰로지를 {\displaystyle X}의 세포 호몰로지(細胞homology, 영어: cellular homology)라고 한다. 세포 복합체를 쌍대화하여, 세포 코호몰로지(細胞cohomology, 영어: cellular cohomology) 역시 정의할 수 있다.
CW 복합체의 세포 호몰로지는 그 특이 호몰로지와 일치한다. CW 복합체 {\displaystyle X}에서, {\displaystyle n}차원 세포의 수가 기수 {\displaystyle c_{n}\in \operatorname {Card} }라면, 세포 호몰로지의 정의에 따라 {\displaystyle c_{n}}은 {\displaystyle X}의 {\displaystyle n}차 베티 수의 상계이다.
{\displaystyle \dim _{\mathbb {Q} }\operatorname {H} (X;\mathbb {Q} )\leq c_{n}}
세포의 수가 유한한 CW 복합체 {\displaystyle X}에서, {\displaystyle n}차원 세포의 수가 {\displaystyle c_{n}}이라고 하자. 그렇다면, 세포 호몰로지의 정의에 따라
그 오일러 지표는 다음과 같다.
{\displaystyle \chi (X)=\sum _{n=0}^{\infty }(-1)^{n}c_{n}}

#### 화이트헤드 정리
화이트헤드 정리(Whitehead定理, 영어: Whitehead’s theorem):346, Theorem 4.5 에 따르면, 두 CW 복합체 사이의 연속 함수가 호모토피 동치가 될 필요충분조건은 이 함수가 약한 호모토피 동치(모든 호모토피 군의 동형을 유도하는 연속 함수)를 이루는 것이다. 따라서, CW 복합체의 경우 호모토피 동치와 약한 호모토피 동치를 구별할 필요가 없다.

#### 세포 근사 정리
두 CW 복합체 사이의 세포 함수(細胞函數, 영어: cellular map)는 다음 조건을 만족시키는 연속 함수 {\displaystyle f\colon X\to Y}이다.
- {\displaystyle f}는 {\displaystyle n}차원 뼈대를 {\displaystyle n}차원 뼈대로 대응시킨다. 즉, 다음이 성립한다.
{\displaystyle f(X_{n})\subseteq Y_{n}\qquad \forall n\in \mathbb {N} }

세포 근사 정리(細胞近似定理, 영어: cellular approximation theorem)에 따르면, 두 CW 복합체 사이의 임의의 연속 함수 {\displaystyle f\colon X\to Y}는 세포 함수와 호모토픽하다. 또한, 만약 부분 CW 복합체 {\displaystyle A\subseteq X}에 대하여 {\displaystyle f|_{A}\colon A\to Y}가 세포 함수라면, 이 호모토피는 {\displaystyle A}에 대하여 고정되게 잡을 수 있다. 따라서, 호모토피 이론에서는 CW 복합체 사이의 모든 연속 함수를 세포 함수로 가정할 수 있다.

### 모형 범주 이론적 성질
추상적으로, 모든 위상 공간의 범주에 올뭉치가 세르 올뭉치이며, 약한 동치가 약한 호모토피 동치인 모형 범주 구조를 줄 수 있다. 이 모형 범주에서, 모든 CW 복합체는 쌍대올대상이다. CW 복합체의 화이트헤드 정리는 일반적인 모형 범주에서의 화이트헤드 정리의 특수한 경우이다.

## 예
일반적으로 위상 공간의 CW 복합체 구조는 단체 복합체 구조보다 더 간단하다.

### 낮은 차원의 CW 복합체
다음 세 개념이 서로 동치이다.
- (유한 또는 무한) 이산 공간
- 0차원 CW 복합체 {\displaystyle X=X_{0}}
- 0차원 단체 복합체

다음 두 개념이 서로 동치이다.
- (유한 또는 무한) 다중 그래프 {\displaystyle \Gamma } (특히, 양끝점이 같은 꼭짓점인 변이 존재할 수 있다)
- 1차원 CW 복합체 {\displaystyle X=X_{1}}

이 경우, 그래프 이론과 위상수학의 개념이 다음과 같이 대응된다.
| 다중 그래프 {\displaystyle \Gamma }                                                                              | CW 복합체 {\displaystyle X}                                                               |
| --- | ----------------------------------------------------------------------------------------- |
| 꼭짓점 집합 {\displaystyle \operatorname {V} (\Gamma )}                                                          | 0차원 뼈대 {\displaystyle X_{0}}                                                          |
| 변 {\displaystyle e\in \operatorname {E} (\Gamma )}                                                              | {\displaystyle X_{0}}에 연결된 1차원 세포 {\displaystyle e_{a}\cong [0,1]}                |
| 변 {\displaystyle e}의 양끝점 {\displaystyle u,v\in \operatorname {V} (\Gamma )} ({\displaystyle u=v}일 수 있음) | {\displaystyle e_{a}}의 접착 사상 {\displaystyle \phi _{a}\colon \{0,1\}\to X_{0}}의 치역 |
| 연결 다중 그래프                                                                                                 | 연결 공간                                                                                 |
1차원 CW 복합체는 양끝점이 같은 변 및 같은 양끝점을 공유하는 변을 허용하므로, 1차원 단체 복합체보다 더 일반적인 개념이다. 사실, 1차원 단체 복합체는 그래프와 동치인 개념이다.

### 유클리드 공간
유클리드 공간 {\displaystyle \mathbb {R} ^{n}} 위에는 다음과 같은 CW 구조를 줄 수 있다.
- 0-뼈대는 격자 {\displaystyle \mathbb {Z} ^{n}\subset \mathbb {R} ^{n}}이다.
- 1-뼈대는 {\displaystyle \mathbb {R} ^{n}} 속의, 격자점들에 대한 선분들이다.
- 2-뼈대는 {\displaystyle \mathbb {R} ^{n}} 속의, 격자점들에 대한 정사각형들이다.
- {\displaystyle n}-뼈대는 격자점들에 대한 {\displaystyle n}차원 초입방체들이다.

### 초구
{\displaystyle n\geq 1}차원 초구 {\displaystyle \mathbb {S} ^{n}} 위에는 다음과 같은, 두 개의 세포만을 갖는 CW 구조를 줄 수 있다.
- 하나의 0차원 세포 {\displaystyle \bullet }이다.
- 하나의 {\displaystyle n}차원 세포. 이 세포의 경계 전체는 {\displaystyle \bullet }으로 이어붙여진다.

이에 따라, {\displaystyle n\geq 1}일 경우 세포 사슬 복합체의 경계 사상은 자명하며, 초구의 세포 호몰로지는
{\displaystyle \operatorname {H} _{k}(\mathbb {S} ^{n})={\begin{cases}C_{0}\cong \mathbb {Z} &k=0\\C_{n}\cong \mathbb {Z} &k=n\\0&k\neq 0\end{cases}}}
이다.
초구 사이의 연속 함수 {\displaystyle \mathbb {S} ^{m}\to \mathbb {S} ^{n}}에서, {\displaystyle m<n}이라고 하자. 그렇다면 세포 근사 정리에 따라서 이 함수는 세포 함수와 호모토픽하다. 밑점을 보존하는 세포 함수 {\displaystyle \mathbb {S} ^{m}\to \mathbb {S} ^{n}}은 ({\displaystyle m<n}이므로) 밑점으로 가는 상수 함수 밖에 없다. 따라서 {\displaystyle m<n}에 대하여 {\displaystyle \pi _{m}(\mathbb {S} ^{n})=0}임을 알 수 있다.

### 복소수 사영 공간
{\displaystyle 2n}차원 복소수 사영 공간 {\displaystyle \mathbb {CP} ^{n}} 위에는 각 짝수 차원에 하나씩, 총 {\displaystyle n+1}개의 세포로 구성된 CW 구조가 존재한다. 이 세포들은 다음과 같다.
{\displaystyle \mathbb {CP} ^{n}=\mathbb {C} ^{n}\sqcup \mathbb {C} ^{n-1}\times \{{\widehat {\infty }}\}\sqcup \mathbb {C} ^{n-2}\times \{({\widehat {\infty }},{\widehat {\infty }})\}\sqcup \cdots \sqcup \mathbb {C} ^{0}\times \{({\widehat {\infty }},\dots ,{\widehat {\infty }})\}}
따라서, 그 세포 호몰로지는
{\displaystyle C_{k}(\mathbb {CP} ^{n})={\begin{cases}\mathbb {Z} &2\mid k\\0&2\nmid k\end{cases}}}
이다. 모든 경계 사상들은 자명하며, 그 (세포) 호몰로지는
{\displaystyle \operatorname {H} _{k}(\mathbb {CP} ^{n};\mathbb {Z} )=C_{k}\cong \mathbb {Z} }
이다.

### 실수 사영 공간
{\displaystyle n}차원 실수 사영 공간 {\displaystyle \mathbb {RP} ^{n}} 위에는 {\displaystyle n+1}개의 세포로 구성된 CW 구조가 존재한다. 이 경우, 각 차원 {\displaystyle 0,1,2,\dots ,n}에 세포가 하나씩 존재한다.

### 그라스만 다양체
그라스만 다양체는 슈베르트 세포(영어: Schubert cell)라는 표준적인 CW 구조를 갖는다.

### 다양체
다양체는 모두 CW 복합체의 호모토피 유형을 갖는다.
4차원 이하의 콤팩트 다양체는 모두 단체 복합체와 위상 동형이며 따라서 CW 복합체와 위상 동형이다.:529
4차원에서는 단체 복합체의 구조를 갖지 않는 콤팩트 다양체가 존재한다. CW 복합체의 구조를 갖지 않는 4차원 콤팩트 다양체가 존재하는지는 아직 알려지지 않았다.:529
5차원 이상에서 모든 콤팩트 다양체는 CW 복합체의 구조를 갖는다. 그러나 단체 복합체의 구조가 항상 존재하는지는 알려지지 않았다.:529

#### 모스 이론
리만 다양체 {\displaystyle (M,g)} 및 그 위의 모스 함수 {\displaystyle f\colon M\to \mathbb {R} }가 주어졌다고 하자. 그렇다면 {\displaystyle f}의 기울기 흐름을 사용하여 {\displaystyle M}과 호모토피 동치인 CW 복합체를 정의할 수 있다. 이 CW 복합체에서 {\displaystyle n}차원 세포는 모스 지표가 {\displaystyle n}인 임계점과 일대일 대응한다.

### C · W 조건이 성립하지 않는 복합체
일부 저자들은 C 조건 및 W 조건이 성립하지 않을 수 있는 복합체를 “화이트헤드 복합체”나 “세포 복합체”라고 부른다.
2차원 원판 {\displaystyle \mathbb {D} ^{2}} 위에 다음과 같은 화이트헤드 복합체 구조를 정의하자.:521
- 2차원 세포 {\displaystyle \mathbb {D} ^{2}\to \mathbb {D} ^{2}} (항등 함수)
- 각 {\displaystyle x\in \partial \mathbb {D} ^{2}}에 대하여, 0차원 세포 {\displaystyle \mathbb {D} ^{0}\to \mathbb {D} ^{2}}

이는 CW 복합체의 정의에서 W 조건을 따르지만 C 조건만을 따르지 않아 CW 복합체가 아니다.
임의의 위상 공간 {\displaystyle X} 위에, 다음과 같이 자명한 화이트헤드 복합체 구조를 줄 수 있다.
- 각 점 {\displaystyle x\in X}에 대하여 0차원 세포 {\displaystyle \mathbb {D} ^{0}\hookrightarrow X}

이는 CW 복합체의 정의에서 C 조건을 (자명하게) 따르지만 ({\displaystyle X}가 이산 공간이 아니라면) W 조건을 따르지 않아 CW 복합체를 이루지 않는다.

### CW 복합체와 위상 동형이 아닌 공간
모든 CW 복합체는 하우스도르프 공간이며, 따라서 하우스도르프 공간이 아닌 위상 공간은 CW 복합체와 위상 동형일 수 없다.
무한 차원 힐베르트 공간은 하우스도르프 공간이지만 CW 복합체와 위상 동형이지 않다. 무한 차원 힐베르트 공간은 베르 공간이므로, 유한 차원의 뼈대들의 귀납적 극한으로 나타낼 수 없다. 그러나 이는 축약 가능 공간이므로, CW 복합체와 호모토피 동치이다.
다음과 같은 공간은 국소 축약 가능 공간이 아니므로, CW 복합체와 위상동형이지 않다.
{\displaystyle \{re^{2\pi i\theta }:0\leq r\leq 1,\theta \in \mathbb {Q} \}\subset \mathbb {C} }
그러나 이는 축약 가능 공간이므로, CW 복합체와 호모토피 동치이다.

### CW 복합체의 호모토피 유형을 갖지 않는 공간
유클리드 평면 속의 다음과 같은 부분 공간을 생각하자.
{\displaystyle \left\{(x,y)\in \mathbb {R} ^{2}\colon \exists n\in \mathbb {Z} ^{+}\colon {\sqrt {(x-1/n)^{2}+y^{2}}}=1/n\right\}}
이를 하와이 귀고리(영어: Hawaiian earring)이라고 한다. 이는 완비 거리 공간이자 콤팩트 공간이며 경로 연결 공간이지만, CW 복합체의 호모토피 유형을 갖지 않는다.

### 다른 범주에서의 세포 복합체
임의의 범주 {\displaystyle {\mathcal {C}}}에서, 만약 사용되는 세포 {\displaystyle \iota _{\alpha }\colon S_{\alpha }\to D_{\alpha }}에서 정의역들이 모두 시작 대상 {\displaystyle S_{\alpha }=\varnothing }이라면, 얻는 세포 복합체 {\displaystyle X_{\eta }}는 단순히 쌍대곱
{\displaystyle X_{\eta }=\bigsqcup _{\alpha <\eta }D_{\alpha }}
이다.

#### 설리번 대수
표수 0의 체 {\displaystyle K}가 주어졌다고 하고, {\displaystyle K}-가환 미분 등급 대수의 범주 {\displaystyle \operatorname {CDGA} _{K}}를 생각하자.
만약 세포들을
{\displaystyle S_{n}=K[x],\;\deg x=n,\;\mathrm {d} x=0\qquad (n\geq 0)}
{\displaystyle D_{n}=K[y,\mathrm {d} y],\;\deg y=n-1\qquad (n>0)}
{\displaystyle \iota _{n}\colon S_{n}\to D_{n}}
{\displaystyle \iota _{n}\colon x\mapsto \mathrm {d} y\qquad (n>0)}
의 꼴의 {\displaystyle K}-가환 미분 등급 대수 준동형들 및
{\displaystyle \iota _{0}\colon K\to S_{0}}
{\displaystyle \kappa \colon S_{0}\to K,\;x\mapsto 0}
들로 잡을 경우, 이로부터 얻는 세포 복합체를 설리번 대수라고 한다.:§1.2 이러한 준동형들을 세포로 잡는 이유는 이 준동형들이 {\displaystyle \operatorname {CDGA} _{K}}의 표준적 모형 범주 구조를 생성하는 쌍대올뭉치들이기 때문이다.

## 역사
존 헨리 콘스턴틴 화이트헤드가 1949년에 화이트헤드 정리를 증명하기 위하여 정의하였다. "CW 복합체"라는 이름에서, C는 "폐포 유한"(영어: closure-finite)을 뜻하고, W는 약한 위상(영어: weak topology)을 뜻한다.:520
- “폐포 유한성”이란 {\displaystyle n}차원 세포 {\displaystyle c_{n}}의 폐포는 오직 유한 개의 다른 세포들과 교차한다는 것이다.[2]:520
- “약한 위상”이란 CW 복합체가 그 뼈대들의 귀납적 극한 {\displaystyle \textstyle X=\varinjlim _{n\to \infty }X_{n}}임을 뜻한다.[2]:520